# 히우 아브 FC
히우 아브 푸테볼 클루브(Rio Ave Futebol Clube) 또는 히우 아브 FC(Rio Ave F.C.)는 포르투갈 빌라두콘드의 축구 클럽으로, 현재 포르투갈 리가 소속으로 활동하고 있다. 흔히 히우 아브(Rio Ave)라고 부르기도 한다.

## 성적
- 리가 데 온라: 우승 4회 (1980–81, 1985–86, 1995–96, 2002–03)

## 선수 명단

### 현역
참고: FIFA 자격 규정에 따라 소속된 국가대표팀 국기를 표시합니다. 선수는 복수의 FIFA 비회원국 국적을 가지고 있을 수 있습니다.
| 번호 | 포지션 | 국적       | 이름              |
| ---- | ------ | ---------- | ----------------- |
| 1    | GK     |            | 세자리 미슈타     |
| 4    | DF     |            | 패트릭 윌리엄     |
| 17   | FW     |            | 마리오스 브루사이 |
| 18   | GK     |            | 조나탄            |
| 33   | DF     |            | 아데를란 산토스   |
| 42   | DF     | 크로아티아 | 레나토 판탈론     |

| 번호 | 포지션 | 국적 | 이름 |
| ---- | ------ | ---- | ---- |

## 역대 감독
| 감독                 | 임기        |
| -------------------- | ----------- |
| 에우리쿠 고메스      | 1989 ~ 1990 |
| 자이므 파셰쿠        | 1994 ~ 1995 |
| 누누 이스피리투 산투 | 2012 ~ 2014 |
| 루이스 프레이르      |             |
| 페티트               |             |